# 江西铜业股份

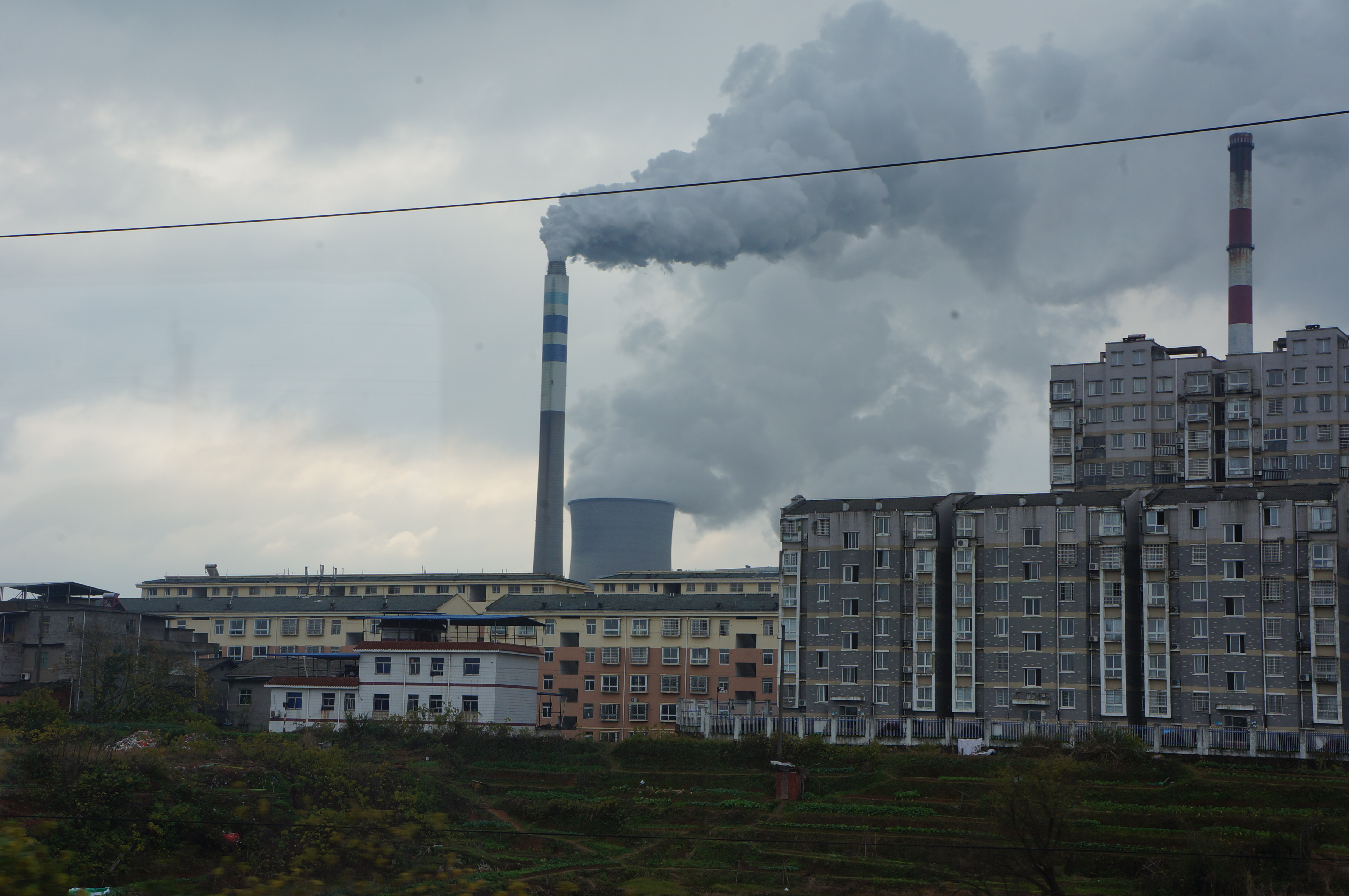
江铜贵溪冶炼厂

江西銅業股份有限公司，簡稱江銅、江西銅，是一家在香港交易所（港交所：0358，OTCBB：JIXAY
）和上海证券交易所（上交所：600362）上市的工業公司。它是中國最大的銅業公司，主要業務是採礦、選礦、熔煉與精煉，生產陰銅及副產品，包括硫精礦、硫酸及電解金和銀。拥有的主要矿山有德兴铜矿、武山铜矿、永平铜矿等。公司在中華人民共和國註冊，现任董事长為郑高清，總部在江西省南昌市。2023年底資產淨值為767.49亿元，純利為65.05亿元。
江西銅業股份有限公司的大股東為江西铜业集團。江西铜业集團是江西省人民政府國有資產監督管理委員會全資附屬公司。

## 連結
- 江西銅業集團 （页面存档备份，存于）（简体中文）